# Marek Jaskółka
Marek Jaskółka né le 19 avril 1976 à Ruda Śląska en Pologne est un triathlète professionnel polonais, champion d'Europe de triathlon longue distance en 2015. Il est sélectionné et participe en 2008 et 2012 aux Jeux olympiques dans cette spécialité.

## Palmares
Le tableau présente les résultats les plus significatifs (podium) obtenus sur le circuit national et international de triathlon depuis 2008,.
| Année | Compétition                                  | Pays         | Position           | Temps           |
| ----- | -------------------------------------------- | ------------ | ------------------ | --------------- |
| 2015  | Championnat d'Europe longue distance         | Royaume-Uni  | Médaille d'or      | 8 h 42 min 39 s |
| 2014  | Championnat de Pologne                       | Pologne      | Médaille d'or      | 1 h 59 min 6 s  |
| 2013  | Championnat de Pologne                       | Pologne      | Médaille d'or      | 1 h 52 min 19 s |
| 2012  | Coupe du monde - l'étape de Tongyeong        | Corée du Sud | Médaille d'argent  | 1 h 49 min 6 s  |
| 2011  | Coupe panaméricaine - l'étape de Valparaiso  | Chili        | Médaille d'or      | 1 h 50 min 42 s |
| 2011  | Coupe du monde - l'étape d'Ishigaki          | Japon        | Médaille de bronze | 1 h 50 min 49 s |
| 2010  | Coupe d'Europe - l'étape de Senec            | Slovénie     | Médaille d'or      | 1 h 50 min 55 s |
| 2008  | Coupe d'Europe - l'étape de Kędzierzyn-Koźle | Pologne      | Médaille d'argent  | 1 h 52 min 3 s  |